# 巴丹半岛
14°35′N 120°28′E / 14.583°N 120.467°E

巴丹半島在菲律賓呂宋島的位置

巴丹半島（Bataan Peninsula），位於菲律賓呂宋島西南部，介於馬尼拉灣和蘇比克灣之間，北為納蒂布山，南為巴丹山。
長約48公里，寬約24公里。佔地約1373平方公里。人口760,650（2015年）。境內大多為多邦板牙人，平均氣溫為25－28℃。多叢林，東部沿海平原為農業区，產稻米、玉米、甘蔗。南部有造船廠，北部為國家公園。